# 金孝芳
金孝芳（?—?），又作金孝方，新罗宗室，追封开圣王，新罗第37任国王宣德王金良相之父，新罗第17任国王奈勿王九世孫。
金孝芳是金元訓之子。金孝芳曾经到唐朝宿卫，官至海飡（真骨第四京位）。他娶新罗第33任国王聖德王金兴光的女儿四召夫人，儿子金良相。惠恭王十六年（780年），聖德王的孙子惠恭王被杀，金良相即位，追封父亲金孝芳爲開聖大王，尊母四召夫人金氏爲貞懿太后。宣德王六年（785年），宣德王去世，金敬信即位为元圣王。毁聖德大王、開聖大王二廟，以始祖大王、太宗大王、文武大王、興平大王、明德大王爲五廟。